# Pablo Clain
Pour les articles homonymes, voir Klein.
Compléments
Botaniste et pharmacien, Clain est également auteur du premier dictionnaire Tagalog
Pablo Clain (en tchèque: Pavel Klein), né le 25 janvier 1652 à Egra, Royaume de Bohême et décédé le 30 août 1717 à Manille, Royaume d'Espagne, était un prêtre jésuite bohémien, missionnaire et homme de science aux Philippines. Pharmacien, botaniste, et écrivain il fut également Supérieur Provincial des Jésuites des Philippines. 
Auteur d’un dictionnaire tagalog standardisé et de la première carte géographique des îles Palaos, ce qui le fit reconnaître (aux yeux des Européens) comme ayant ‘découvert’ les îles Palaos, il organisa également la première observation astronomique de Manille.

## Biographie
Né dans la ville de Cheb, en Bohême (aujourd'hui la République tchèque) le 25 janvier 1652. Paul Klein fait des études de philosophie à Prague avant d’entrer au noviciat jésuite de Brno (Moravie) le 16 septembre 1669. Il est envoyé comme missionnaire au Mexique en 1678 où il est ordonné prêtre en 1680.

### Missionnaires aux Philippines
Après avoir passé quatre ans au Mexique Klein traverse l’océan pour arriver aux Philippines en 1682. Il y est professeur de théologie morale (1687-1696), ainsi que préfet d'études (1690-1696) au Collège de Manille.
Il publie à cette époque un certain nombre de textes religieux. Directeur spirituel d’Ignacia de l'Esprit-Saint, dame catholique sino-filipino, il l’assiste dans la fondation, en 1684, de la première congrégation religieuse féminine des Philippines, les religieuses de la Vierge Marie très engagées dans l’éducation et d’autres œuvres apostoliques, aux Philippines et à l’étranger.  Son rôle y fut si important que les religieuses le reconnaissent comme le ‘second’ fondateur de leur institut religieux.  
En 1686, Klein décrit l'éclipse de lune visible à Manille, une première observation astronomique faite dans ce pays (publié dans Mémoires de l'Académie des Sciences, vol. 7, Paris).

### Découverte des Palaos
En décembre 1696, lorsqu'un large groupe d’indigènes micronésiens - vingt-six hommes, femmes et enfants – égarés sur les mers débarquèrent fortuitement dans la mission jésuite de Guivan, sur l’île philippine de Samar, Klein s'intéressa à eux. Dans une lettre relatant l’incident, adressée au Supérieur Général des Jésuites (décembre 1687), il inclut une carte des Palaos, premier document décrivant ces îles. Cela stimula une nouvelle entreprise missionnaire des jésuites des Philippines. Après plusieurs tentatives infructueuses : la première mission ‘des Mariannes’ fut ouverte en 1712, alors que Klein était supérieur provincial des Jésuites (de 1708 à 1712).    

### Botaniste et pharmacien
Au contraire de son confrère et contemporain Georges Camel Klein s’intéresse à la botanique dans l'unique perspective de service médical de la population. Il est avant tout pharmacien. La pharmacie à cette époque était étroitement liée à l'utilisation d'herbes. Klein est ainsi devenu la première personne à décrire les plantes médicinales indigènes philippines, en utilisant les langues locales (avec le latin et l’espagnol) pour les identifier y compris en Tagalog, en Visayan et en Kapampangan pour leur utilisation en médecine, quand il publia son renommé Remedios fáciles para diferentes enfermedades (en 1712). Beaucoup de ses recettes médicinales sont encore en usage aujourd’hui. 

### Dictionnaire tagalog
Polyglotte accompli – connaissant (outre le tchèque) le latin (langue de correspondance), espagnol, allemand et plusieurs langues indigènes - Klein composa le premier dictionnaire tagalog, une œuvre en chantier permanent et laissée à ses successeurs Francisco Jansens et José Hernandez. Achevé et imprimé en 1754 le ‘Vocabulario de la lengua tagala’ sera plusieurs fois mis à jour et réédité. Une dernière édition sortit de presse à Manille en 2013.
Alors que son confrère et contemporain le frère jésuite Georges Camel était connu des plus éminents botanistes d’Europe grâce à la correspondance qu’il entretenait avec eux, le père Pablo Clain utilisa les mêmes connaissances dans le but de développer une pharmacopée utile aux populations indigènes. Le père Pablo Clain meurt le 30 août 1717 à Manille.

## Écrits
- Relación sobre el descubrimiento de las islas Palaos, 1697, commenté par Hidalgo Nuchera, dans Est.Ecl., vol.68 (1993), pp.109-120.
- Remedios fáciles para diferentes enfermedades, Manila, 1712.
- Ang Infiernong Nabubucsan sa Tuong Christiano, at nang Houag Masoc Doon [El recuerdo del infierno ayuda a no caer en él], Manila, 1713.
- traduction en tagalog de Historia Lauretana (de O. Torsellini) et de los Pensamientos christianos (de D. Bouhours), Manila, 1714.
- Beneficios y favores... por el Archangel S. Rafael, Manila, 1716.